# Skolevalg 2024
Skolevalget 2024 er det femte skolevalg i Danmark. Der kan stemmes på 11 forskellige ungdomspartier om 175 fiktive pladser i Folketinget. Over 71.000 elever har mulighed for at stemme.
Skolevalget er et valg for danske skoleelever i 8., 9. og 10. klasser.
Ved valget får eleverne udleveret valgkort og stemmesedler, og der bliver stillet stemmebokse og valgurner op på skolerne. Til valget kunne de politiske ungdomsorganisationer stille op, hvis moderpartier var opstillingsberettigede til folketingsvalg.
Ideen om at afholde skolevalg kommer oprindeligt fra Valgretskommissionen, der blev nedsat af Dansk Ungdoms Fællesråd efter kommunalvalget 2009. Skolevalg er finansieret af Folketinget og Undervisningsministeriet og er udviklet i samarbejde med bl.a. fagkonsulenterne i samfundsfag fra CFU’ere i hele landet.

## Forløb
"Forud for valghandlingen går et tre uger langt valgkamp-lignende undervisningsforløb, der understøtter flere fælles mål i samfundsfag. Undervisningsforløbet er gratis og kan gennemføres på to ugentlige samfundsfagstimer over de tre uger, men det vil være oplagt også at inddrage timer fra andre fag og fra den understøttende undervisning. Der  er også udviklet et undervisningsforløb til dansk. Begge vejledninger findes nederst på siden.
Undervisningsforløbet er delt op i tre moduler og skydes i gang søndag den 17. januar, hvor statsministeren udskriver Skolevalg. Herefter skal eleverne i den første uge orientere sig i 20 mærkesager og beslutte sig for, hvilke tre de vil kæmpe for. I anden uge skal eleverne i grupper lave et interview om en af mærkesagerne. Op til den sidste uge af undervisningsforløbet vælger de politiske partier også tre mærkesager, der herefter kommer til at udgøre grundpillen i deres partiprogram for Skolevalg. Elevernes opgave er her at vurdere hvilket parti, der bedst repræsenterer deres holdninger, og som de derfor vil stemme på."
Eleverne kan vælge mellem en række forskellige mærkesager, som de skal arbejde med, inden den sidste uge, hvor ungdomspartierne løfter sløret for, hvilke mærkesager, de har valgt.
Statsminister Mette Frederiksen (A) udskrev skolevalg d. 13. januar 2024.

## Mærkesager
Følgende mærkesager kunne ungdomspartierne vælge mellem. Bogstaverne i parentes viser hvilke partier der har valgt mærkesagen som deres.
- Indfør værnepligt for alle (M)
- Giv 17-årige ret til at køre bil alene (Æ, I)
- Afskaf topskatten (I, B)
- Hæv prisen på kød og mejeriprodukter
- Gør arbejde for unge under 18 skattefrit (A, V, Æ, I, C)
- Udvis flere straffede udlændinge (O)
- Sæt arbejdstiden ned
- Afskaf registreringsafgiften på biler
- Afkriminaliser alle euforiserende stoffer (M)
- Hårdere straffe for vold (A, V, Æ, C, O)
- Giv unge gratis kulturpas (M)
- Indfør samme CO2-afgift for alle erhverv (V, B, Å)
- Statsborgerskab i 18-års gave (F, Ø, B)
- Afskaf brugerbetaling på offentlig transport (F, Ø, Å)
- Hæv skatten for de rigeste
- Stop brug af privatfly
- Indfør niveaudeling i folkeskolen
- Giv gratis frokost i folkeskolen (F, Å)
- Indfør atomkraft i Danmark (C, O)
- Styrk den normkritiske seksualundervisning
- Indfør tolærerordning i folkeskolen (A)
- Øg den økonomiske bistand til ofre for klimaforandringer
- Afskaf karakterkrav til ungdomsuddannelser (Ø)
- Hæv forsvarsbudgettet

## Resultater
Resultatet blev en overvældende sejr til Liberal Alliance, der høstede 30,15 % og blev næsten dobbelt så stor som det næststørste parti, Socialdemokratiet. Liberal Alliance fik ikke bare partiets bedste resultat til et skolevalg, men også det bedste resultat i skolevalgets historie. Blå blok (Kons., LA, DF, V og DD) Kunne tilsammen mønstre 101 mandater.
Moderaterne og Danmarksdemokraterne stillede op til skolevalg for første gang, og klarede begge spærregrænsen. Moderaterne fik 4,69 % og 8 mandater, mens DD kunne mønstre 3,06 % og 5 mandater. Herudover kunne kun Dansk Folkeparti notere sig en fremgang med et enkelt mandat og 0,78 %.
De resterende partier kunne notere sig tilbagegang i større eller mindre grad. Socialdemokratiet mistede hvad der svarede til 13 mandater og 6,61 %, og Konservative mistede hvad der svarer til 12 mandater eller 6,17 %. Det var første gang konservative gik tilbage, og det værste resultat i partiets skolevalgshistorie. Derudover røg Alternativet ud af det fiktive folketing, da de ikke klarede spærregrænsen med 1,8 % af stemmerne. Radikale Venstre gik også fra at være næststørste parti efter Skolevalget 2021 til nu at være 4. størst, efter at have mistet 9 mandater eller 5,88 %. Det er også første skolevalg hvor Radikale Venstre kunne notere sig en tilbagegang.
Derudover mistede Enhedslisten, SF og Venstre hhv. 1, 2 og 3 mandater. Hvortil Venstre fik sit værste resultat i et skolevalg til dato.
Nye Borgerlige mistede sine 7 mandater, da de ikke længere er opstillingsberettigede. Et parti er med til skolevalg, så længe moderpartiet er opstillingsberettigede til Folketingsvalg. Nye Borgerlige mistede denne ret 16. januar 2024, da Kim Edberg Andersen, som det sidste tilbageværende medlem, meldte sig ud af Nye Borgerliges folketingsgruppe.
| Parti | Parti                                       | Leder                                               | Folketingsvalg 2022 | Skolevalg 2021              | Skolevalg 2024      | Ændring             |
| ----- | ------------------------------------------- | --------------------------------------------------- | ------------------- | --------------------------- | ------------------- | ------------------- |
|       | Liberal Alliances Ungdom                    | Simon Fendinge Olsen                                | 7,89 % 14 mandater  | 7,8 % 14 mandater           | 30,15 % 55 mandater | 22,35 % 41 mandater |
|       | Danmarks Socialdemokratiske Ungdom          | Frederik Vad                                        | 27,50 % 50 mandater | 23,5 % 42 mandater          | 15,99 % 29 mandater | 6,61 % 13 mandater  |
|       | Venstre Ungdom                              | Lasse B. Sørensen                                   | 13,32 % 23 mandater | 11,8 % 21 mandater          | 9,81 % 18 mandater  | 1,99 % 3 mandater   |
|       | Radikal Ungdom                              | Maria Georgi Sloth                                  | 3,79 % 7 mandater   | 14,6 % 26 mandater          | 8,72 % 15 mandater  | 5,88 % 9 mandater   |
|       | Konservativ Ungdom                          | Christian Holst Vigilius                            | 5,51 % 10 mandater  | 14,2 % 26 mandater          | 8,03 % 14 mandater  | 6,17 % 12 mandater  |
|       | Rød-Grøn Ungdom & Socialistisk UngdomsFront | Frederik Dahler & Kollektiv Ledelse                 | 5,13 % 9 mandater   | 7,3 % 13 mandater           | 6,97 % 12 mandater  | 0,33 % 1 mandat     |
|       | SF Ungdom                                   | Alexander Blavnsfeldt                               | 8,30 % 15 mandater  | 8,0 % 14 mandater           | 5,60 % 12 mandater  | 2,40 % 2 mandater   |
|       | Dansk Folkepartis Ungdom                    | Joachim Mortensen                                   | 2,64 % 5 mandater   | 4,4 % 8 mandater            | 5,18 % 9 mandater   | 0,78 % 1 mandat     |
|       | Unge Moderater                              | Ellen Emilie & Max Bjerregaard                      | 9,27 % 16 mandater  | Ikke Opstillingsberettigede | 4,69 % 8 mandater   | Nyt Parti           |
|       | Danmarksdemokraternes Ungdom                | Patrick Culmsee Bryhl Madsen                        | 8,12 % 14 mandater  | Ikke Opstillingsberettigede | 3,06 % 5 mandater   | Nyt Parti           |
|       | Alternativets Unge                          | Karoline Lindgaard & Nikoline Erbs Hillers-Bendtsen | 3,33 % 6 mandater   | 2,1 % 4 mandater            | 1,80 % 0 mandater   | 0,3 % 4 mandater    |

## Kontrovers om Dansk Folkepartis Ungdoms valgmateriale
Mandag d. 29. januar 2024 deler Alternativets Unge et billede af en kampagne fra DFU, hvor der fremgår en flyer formet som en flybillet, hvor der bl.a. står: "Envejsbillet fra Danmark til Mellemøsten". ÅU, SFU, RGU og RU tog afstand fra materialet, hvilket også blev kritiseret af bl.a. Zenia Stampe Mohammed Rona og Pelle Dragsted. Flere ungdomspartier og politikere kaldte materialet racistisk og upassende til et skolevalg. Dansk Folkepartis folketingsgruppe, herunder Nick Zimmermann og Pia Kjærsgaard bakkede op om kampagnen.
RGU meddelte at de havde indrapporteret materialet til Dansk Ungdoms Fællesråd, som står bag Skolevalg.
DFU's formand Joachim Mortensen har pointeret, at der på bagsiden står, at det handler om at sende kriminelle udlændinge hjem, og at asyl er noget som iflg. DFU kun gives midlertidigt.